# Эн-Сипадзидана
Эн-Сипадзидана (Эн-сипад-зид-ана) — шестой додинастический царь легендарного периода до Великого потопа. 
Основатель династии и единственный известный мифический царь третьего города-государства древнего Шумера Ларака, расположенного на юге древней Месопотамии и правивший 8 шаров (28800 лет), согласно Ниппурскому царскому списку. Ему приписывают божественное происхождение. 
«После того, как царствие было ниспослано с небес, город Эриду стал (местом) престола» и его первым архаическим царём стал Алулим, который правил городом 8 шаров (28 800 лет), после него правителем города значится Аллалгар, который правил городом 10 шаров (36 000 лет). Два царя правили 18 шаров (64 800 лет). г. Эриду был оставлен, (и) престол был перенесен в г. Бад-тибиру. Эн-Менлуана правил в г. Бад-тибира 12 шаров (43 200 лет), после него правителем города значится Эн-Менгалана, который правил 8 шаров (28 800 лет), а третьим и последним правителем значится Думузи (пастух), который правил 10 шаров (36 000 лет), г. Бад-Тибира был оставлен и престол был перенесён в г. Ларак и его царём стал Эн-Сипадзидана, который правил 8 шаров (28 800 лет). (Интересно то обстоятельство, что кроме него точно такие же года правления царский список приписывает ещё трём допотопным царям, представителям I Раннего династического периода - Ал-Лулиму, первому правителю г. Эриду; Эн-Менгалане, второму правителю г. Бад-Тибиры, и Зиусудре, второму правителю г. Шуруппака).
Согласно царскому списку, до всемирного потопа в Шумере поочерёдно правили 9 царей в поочерёдно сменяющихся 5 городах-государствах общей продолжительностью правления 277 200 лет. Исходя из того же списка, можно сделать вывод, что всемирный потоп случился 12 тыс. лет до н. э. Следовательно, начало правления архаического царя Думузи следует отнести к 153 тысячелетию до н. э. Принято считать, что годы его правления значительно завышены. Согласно царскому списку, г. Ларак был оставлен и престол перенесён в г. Сиппар, царём которого стал Эн-Мендурана.